# The Knitters
The Knitters is een Amerikaanse muziekgroep uit Los Angeles, die country-, rockabilly- en volksmuziek speelt.

## Bezetting
- Christine Cervenka[2] (leadzang)
- DJ Bonebrake[3] (drums)
- Dave Alvin[4] (gitaar)
- John Duchac[5] (zang, gitaar, basgitaar)
- Jonny Ray Bartel[6] (contrabas)

## Geschiedenis
The Knitters werden geformeerd in 1982 als een zijproject van de muzikanten Exene Cervenka (zang), John Doe (bas, zang) en DJ Bonebrake (drums) van punkrockband X, Dave Alvin (gitaar) van The Blasters en The Flesh Eaters, en Jonny Ray Bartel (contrabas) van de bluesrockband The Red Devils. Het debuutalbum Poor Little Critter on the Road werd uitgebracht in 1985. Naast tradities en coverversies bevatte het album ook enkele titels van band X in akoestische versies. In 1999 bracht Bloodshot Records het tribute-album Poor Little Knitter on the Road uit. Daarna concentreerden de muzikanten zich opnieuw op het werken met hun eigen bands. In 2005, twintig jaar na hun debuut, brachten ze hun tweede album The Modern Sounds of the Knitters uit.

## Discografie
- 1985: Poor Little Critter on the Road
- 2005: The Modern Sounds of the Knitters